# Panzerkampfwagen VK 30.02 (DB)
Der VK 30.02 (DB) war in einer Reihe von Firmenprojekten, mit denen erst ein schwerer und nach Juli 1941 ein mittlerer Panzertyp geschaffen werden sollte, ein Panzerentwurf der Firma Daimler-Benz während des Zweiten Weltkrieges für die Panzertruppe der Wehrmacht.
Die Entwicklung der VK 30.01 Fahrzeuge nahm als Reaktion auf den sowjetischen Kampfpanzer T-34 ab Juli 1941 eine neue Richtung und anstelle zum schwersten deutschen Panzer zu werden, sollten neue Entwürfe der 30-Tonnen-Klasse, der VK 30.02, die Panzerkampfwagen III und IV als bisherige mittlere Panzer ersetzen.

## Namensgebung
Bei den Entwicklungsprojekten der deutschen Rüstungsindustrie und des Heereswaffenamtes war es im Zweiten Weltkrieg üblich „sprechende“ Projektbezeichnungen zu verwenden. Diese setzten sich aus verschiedenen Konstruktionsmerkmalen zusammen: Das „VK“ für „Versuchskonstruktion“, die „30“ für das angestrebte Gewicht und die „02“ für die zweite von verschiedenen Varianten. Häufig findet man auch die vereinfachte Bezeichnung „VK 3002“. Weitere Projekte dieser Art sind in der Übersicht zum Vskfz. Nummernkreis einsehbar.

## Vorgeschichte
Vor dem Beginn des Angriffs auf die Sowjetunion hatte man auf deutscher Seite keine umfassenden Erkenntnisse darüber gewonnen, dass die sowjetische Rüstung bereits modern konstruierte und teils schwer gepanzerte Panzertypen produzierte. Der im Jahr 1940 eingeführte mittlere Panzer T-34, mit seiner stark geneigten Frontpanzerungen und die schweren KW-1 und KW-2 waren für die Soldaten der Wehrmacht eine schockierende Überraschung. Diese Fahrzeuge waren in ihrer Konstruktion, Panzerung und Bewaffnung allen deutschen Panzern deutlich überlegen. Bis zum Unternehmen Barbarossa war das Oberkommando des Heeres trotz der schmerzhaften Verluste während des Überfall auf Polen und während des Westfeldzuges im Gefecht gegen den Renault Char B1 mit der Leistungsfähigkeit der auf deutscher Seite im Einsatz befindlichen Panzer grundsätzlich zufrieden gewesen.
Ein Zwischenfall im Frühjahr 1941, als Hitler anordnete einer sowjetischen Militärkommission die deutschen Panzerschulen und Panzerfabriken zu zeigen, hätte Anlass zur Sorge geben können. Die sowjetische Delegation wollte nicht glauben, dass man ihnen mit dem Panzer IV den schwersten in Serie gefertigten Panzer vorgeführt habe. Aufgrund der Beharrlichkeit ihrer Gäste, die mehrfach behaupteten man würde ihnen nicht wie von Hitler zugesagt, die neuesten Panzertypen zeigen, gelangten die deutschen Offiziere des Heereswaffenamtes und die Vertreter der Industrie zu der Überzeugung, dass die Sowjets bessere und schwerere Panzer besitzen müssten.
Nach schweren Verlusten der auch mit dem Panzers IV ausgerüsteten 4. Panzerdivision beim Vormarsch auf Mzensk im Oktober 1941 forderte Generaloberst Heinz Guderian eine Untersuchung der Panzerkriegsführung an der Ostfront. Im November konnten deutsche Ingenieure, Rüstungshersteller und militärische Beschaffungsbeamte, einschließlich des Heereswaffenamtes, erbeutete T-34 an der Ostfront inspizieren, um daraus eine Strategie für die Entwicklung der nächsten Panzergeneration abzuleiten. Ursprünglich schlug Guderian eine direkte Kopie des T-34 als schnellsten Weg vor. Dies wurde jedoch vom Heereswaffenamt abgelehnt, da es schwierig war kurzfristig Dieselmotoren und legierten Stahl in ausreichender Menge herzustellen.

## Entwicklung
Die erste Reaktion des Heereswaffenamtes (HWA) auf die neuen sowjetischen Panzertypen war am 18. Juli 1941, bei der Firma Rheinmetall-Borsig die Entwicklung einer neuen Kampfwagenkanone im Kaliber 75 mm und die Entwicklung eines Panzerturmes für diese Waffe in Auftrag zu geben.
Im Rahmen der Entwicklung eines schweren Panzers hatte das Heereswaffenamt (Wa Prüf 6) ursprünglich die vier Hersteller Henschel (H), Porsche (P), Maschinenfabrik Augsburg Nürnberg (MAN) und Daimler-Benz (DB) mit dem Entwurf eines neuen 30-Tonnen-Panzers beauftragt. Es entstanden die Entwürfe der VK 30.01 Reihe.
Henschels Entwurf, der VK 30.01 (H), verfügte nur über ein leistungsschwaches Geschütz, die 7,5-cm-KwK 37 L/24, und besaß einem Turm der einem vergrößerten Panzer IV ähnelte, wobei das überlappende und verschachtelte Schachtellaufwerk aus dem Bereich der deutschen Halbkettenkonstruktionen stammte. Doch Henschel war mit dem VK 45.01 (H) bereits in der Entwicklung eines schweren Panzers in der 45 Tonnen-Klasse engagiert und hatte für ein weiteres Projekt nur wenige Ressourcen.
Der zur nahezu gleichen Zeit mit dem schweren Panzer VK 45.01 (P) entwickelte Porsche-Entwurf VK 30.01 (P) wurde mit dem Produktionsbeginn des Panzerkampfwagens VI Tiger nicht mehr weiterverfolgt. Die beiden in der 30-Tonnen-Klasse noch aktiven Firmen MAN und DB wurden am 25. November 1941 durch das HWA beauftragt verbesserte Prototypen VK 30.02 (MAN) und VK 30.02 (DB) zu bauen. Die neuen Entwürfe sollten die Anforderungen an einen schnellen, mittelschweren Panzer erfüllen und vor allem anderen in der Lage sein den sowjetischen Panzer T-34 und die KW-Typen an der Ostfront zu bekämpfen.
Eine Konstruktionszeichnung wurde einem Ausschuss des Inspektorat 6 (Panzertruppe) des Allgemeinen Heeresamtes unter Vorsitz von Oberst Thomale Anfang Mai 1942 präsentiert. Hier wurde der Entwurf mit jenem von MAN verglichen. Das Heeresamt hatte bei seiner Ausschreibung zwei Forderungen gestellt. Zum einen sollten die neuen Panzerkampfwagen im Sommer 1943 in ausreichender Stückzahl verfügbar sein und zum anderen sollte sie qualitativ den sowjetischen Fahrzeugen überlegen sein, um eine zahlenmäßige Überlegenheit der sowjetischen Seite auszugleichen.
Ein Gutachten der Panzerkommission unter dem Vorsitz von Ferdinand Porsche vom 11. Mai 1942, welches nach vier Sitzungstagen Anfang Mai erstellt wurde, empfahl die Ausstattung der Panzertruppe mit dem Fahrzeug gemäß dem Entwurf von MAN. Nachdem Hitler am 13. Mai das Gutachten vorgelegt bekam, äußerte er einige Kritikpunkte, bei denen er die Daimler-Benz-Lösung bevorzugt hätte, doch er ließ sich mit dem Argument der schnellsten Fertigungsmöglichkeit überzeugen. Am 14. Mai entschied Hitler endgültig, dass dem Vorschlag von Professor Porsche entsprochen werden solle. Damit war der Entwurf vom Daimler-Benz-Büro abgelehnt und man ging zügig daran den Entwurf von MAN für die Fertigung vorzubereiten.
Offiziell wurde das „Panther“-Projekt im Konstruktionsbüro des Hauses Daimler-Benz in Berlin-Marienfelde Ende September 1942 eingestellt.

## Prototypen
Der Daimler-Benz-Entwurf des VK 30.02 basierte weitgehend auf dem T-34/76 und war eher eine modifizierte deutsche Version davon, der Turm des VK 30.02 (DB) war genau wie der des T-34/76 in der vorderen Hälfte der Wanne platziert. Während der VK 30.02 (DB) günstiger und einfacher zu produzieren gewesen wäre, bevorzugte die deutsche Regierung den geräumigeren Geschützturm und die modernere Drehstabfederung des MAN-Prototyps, der später zum Serien-Panther wurde. Der VK 30.02 (MAN) hatte den gleichen 12-Zylinder-Ottomotor (Maybach HL 230) wie der Tiger, was Produktion, Ersatzteilversorgung und Wartung erleichterte, und breitere Ketten, was den spezifischen Bodendruck verringerte.
Einige Quellen besagen, dass Daimler-Benz nur einen Prototyp herstellte, andere sprechen von drei leicht unterschiedlichen Versionen, sowohl mit Feder- als auch Drehstabaufhängung.

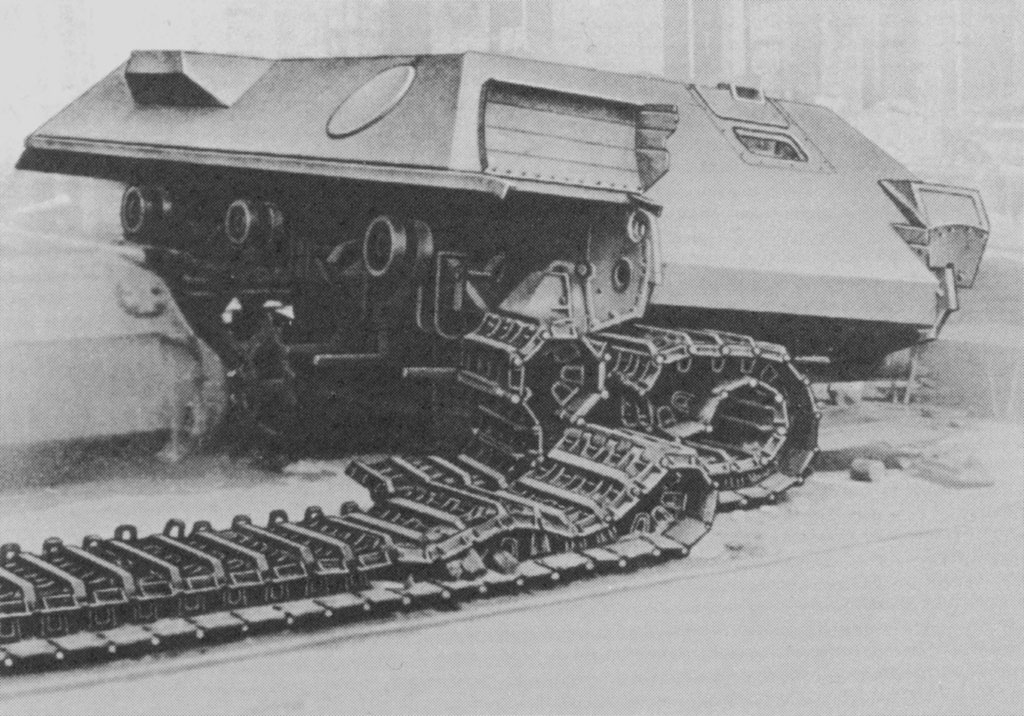
VK 30.02 (DB), unfertiger Prototyp
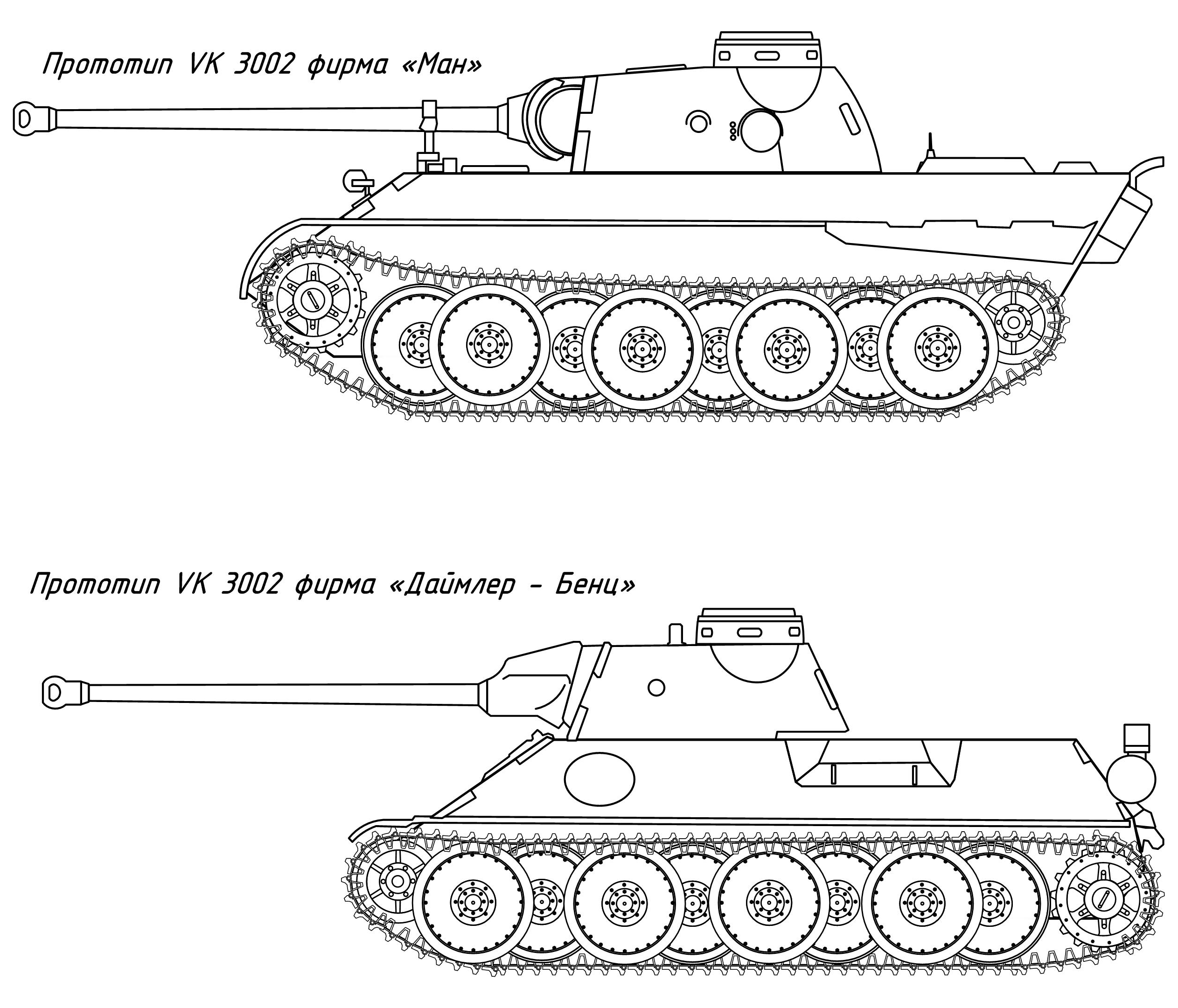
Vergleich von MAN (oben) und Daimler-Benz (unten)
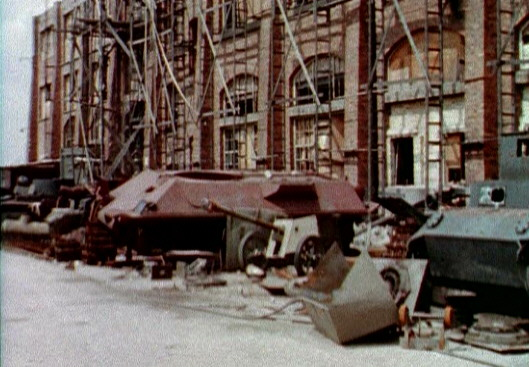
VK 30.02 (DB), halbfertiges Wrack, Bildmitte, 1945.

## Spezifikation
Der VK 30.02 (DB) war ein schneller, wendiger Panzer mit einem Gewicht von 35 Tonnen, einer Höchstgeschwindigkeit von 56 km/h und einer Reichweite von 195 km. Seine Hauptbewaffnung war die Kampfwagenkanone 7,5-cm-KwK 42 L/70. Der Panzer hatte eine fünfköpfige Besatzung aus Fahrer, Kommandant, Richtschütze, Bugschütze/Funker und Ladeschütze. Die Dicke der Panzerung reichte von 16 bis 80 mm.

## Einsatz
Mindestens eine Fahrzeugwanne des VK 30.02 (DB) wurde fertiggestellt, diese wurde offensichtlich erprobt und es wurden Erkenntnisse für den Vergleich mit dem MAN-Entwurf gewonnen. Die einzigen bekannten Fotos zeigen eine Wanne, offensichtlich mit Stützlaufrolle, somit mit dem frühen Fahrwerksvorschlag. Diese Prototypenwanne wurde nach dem Krieg verschrottet.